# Біломорське
Біломорське (рос. Беломорское) — селище Полєського району, Калінінградської області Росії. Входить до складу Головкінського сільського поселення.
Населення —  50 осіб (2015 рік). 

## Населення
| 2002 | 2010 |
| ---- | ---- |
| 52   | ↘50  |